# Bruckner-Denkmal (Wiener Stadtpark)

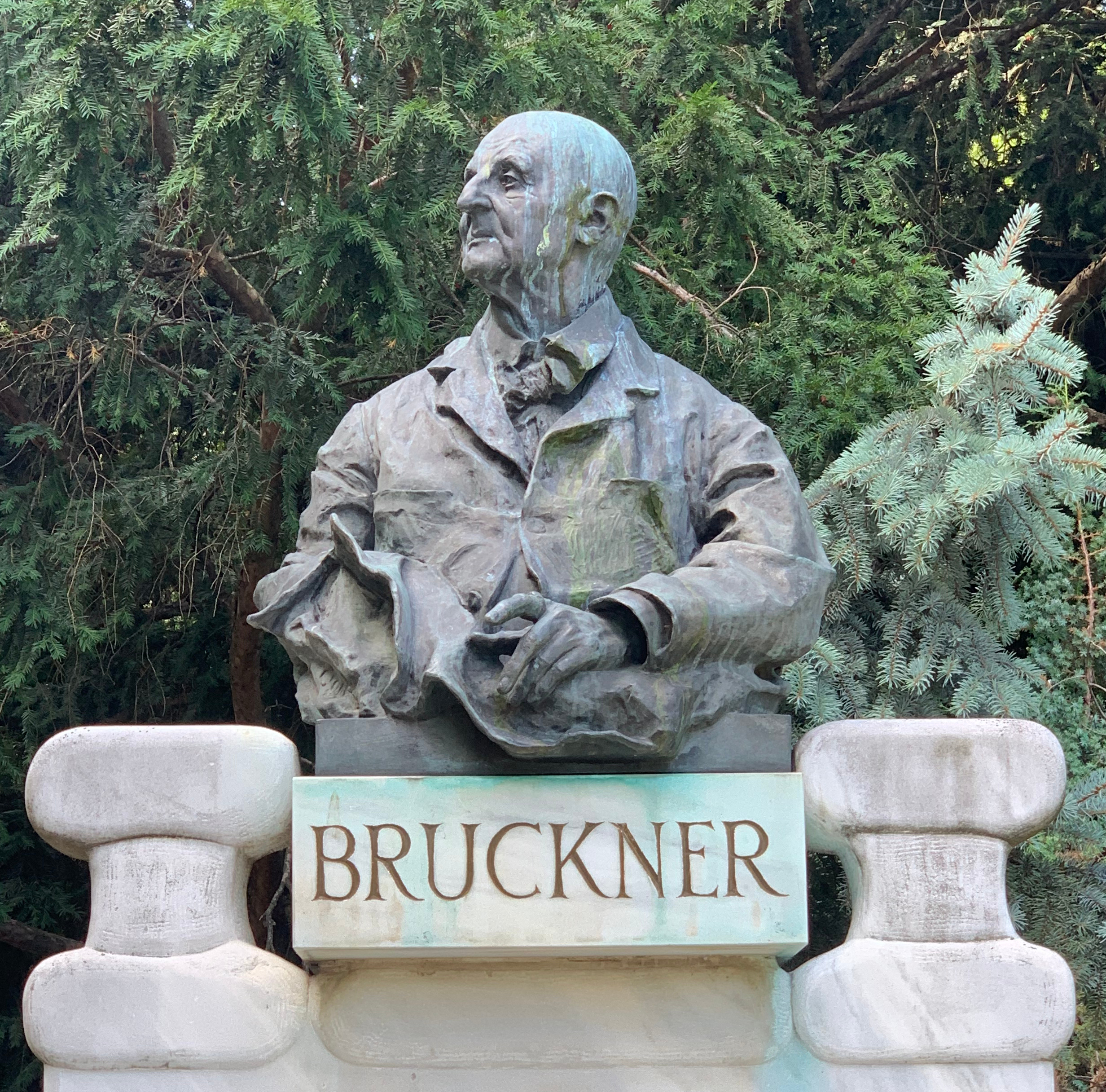
Bruckner-Denkmal im Wiener Stadtpark

Das Bruckner-Denkmal im Wiener Stadtpark ist eine Bronzebüste, die den österreichischen Komponisten Anton Bruckner (1824–1896) darstellt.

## Geschichte
Bei der Bruckner-Büste in Wien handelt es sich um eine Reprise der von Viktor Tilgner 1898 geschaffenen Skulptur des Bruckner-Denkmals in Steyr. Ein Jahr später, drei Jahre nach Bruckners Tod wurde das Wiener Denkmal am 25. Oktober 1899 im Stadtpark enthüllt. Der Eröffnungszeremonie wohnten zahlreiche Ehrengäste bei. Die Gestaltung des Sockels erfolgte durch Fritz Zerritsch. Aufgrund von Vandalismus wurde das Denkmal einige Jahre später so schwer beschädigt, dass es von seinem ursprünglichen Platz entfernt werden musste und ersatzweise für einige Zeit im Garten der Universität für Musik und darstellende Kunst Wien aufgestellt wurde. Stefan Kameyczky fertigte einen neuen, schlichteren Marmorsockel an und das Denkmal wurde 1988 in veränderter Form wieder im Stadtpark aufgestellt.

## Beschreibung
Die von Viktor Tilgner angefertigte Skulptur aus Bronze stellt eine Oberkörperbüste dar. Bruckner wendet sich leicht nach rechts. Die Originalversion von 1899 zeigte unterhalb der Skulptur am von Fritz Zerritsch modellierten Marmorsockel eine halbbekleidete Frauengestalt, die die Hände nach oben, in Richtung des Komponisten streckt. Neben ihr liegt eine Kithara. Bei der restaurierten Version steht die Oberkörperbüste auf einem hohen, flachen und glatten Marmorsockel, wobei auf weitere Verzierungen verzichtet wurde.